# Cálculo de la edad en Asia Oriental

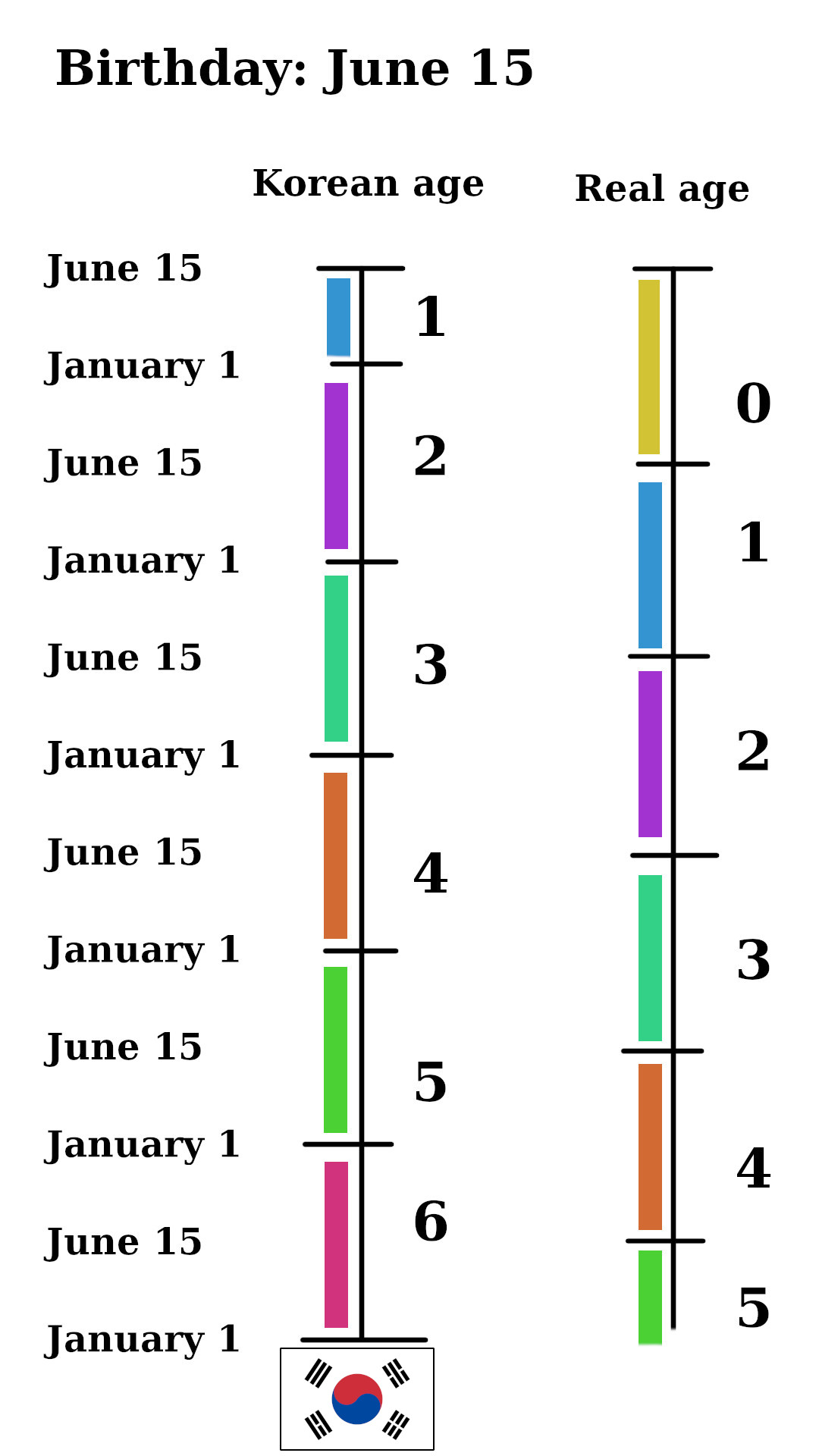
Edad para alguien nacido el 15 de junio según los dos sistemas.

El cálculo de la edad en Asia Oriental se refiere a los métodos de contar la edad personal que se han utilizado en el este de Asia durante miles de años.
En China, donde se originó el sistema, las personas nacen en un sui 嵗/岁, que marca el primer año de su vida, y se agrega uno el día de Año Nuevo del calendario lunar. Es decir, el conteo de años para la edad de una persona se hace con números ordinales, no números cardinales, y marca un año más desde el año nuevo lunar, no desde la fecha de nacimiento de la persona. Este sistema era común en tiempos premodernos en toda el Asia oriental influida por la cultura china: China, Corea, Japón, Vietnam y sus comunidades establecidas por todo el mundo.
Los surcoreanos también están familiarizados con el «año de edad», determinado por el año de nacimiento y el año en curso. El este de Mongolia tiene un sistema diferente para medir la edad de una persona, que se basa en la cantidad de ciclos lunares que han pasado desde el nacimiento (para los niños, las niñas se miden desde la concepción).

## China
Actualmente en China y en las sociedades chinas de todo el mundo, el término sui, cuando se usa solo, puede ser ambiguo. En la mayoría de los contextos, como la edad en los documentos legales, es equivalente al español años de edad. Por lo tanto, en China, donde la edad legal para beber es 18 sui, una persona no puede beber legalmente hasta después de los 18 años. Sin embargo, en algunos contextos, como en la determinación de la edad con fines de adivinación o en la lectura de textos premodernos, se debe distinguir entre la forma tradicional de calcular la edad y la forma moderna adoptada en Occidente.
En tiempos premodernos, el sui se calculaba desde el momento del nacimiento. Una persona era un sui tan pronto como nacía. En el año nuevo lunar, cumplieron dos sui, y cada año nuevo posterior era un sui más. Por lo tanto, según el cálculo tradicional, sui no significa exactamente años. Para diferenciar hoy, se agrega el término xu 虛/虚 o mao 毛 (ambos significan nominal) a la palabra sui.
En muchas sociedades chinas de todo el mundo, el horóscopo de un niño se calcula al nacer y se considera relevante durante toda la vida de la persona. El horóscopo se calcula utilizando el sui tradicional (xu sui). Esto es importante, por ejemplo, al calcular el fan tai sui (反太歲/反太岁) de una persona, que ocurre después de cada ciclo zodiacal de 12 años. Por lo tanto, para un niño nacido en junio del año 2000, un año del dragón, el primer año fan tai sui ocurriría en el próximo año del dragón, que comenzaría en el año nuevo lunar del año 2012, cuando el niño cumpla 13 sui. Según los cálculos modernos, el niño tendría 11 años a principios de año y cumpliría 12 años en junio. Por lo tanto, la forma moderna de calcular la edad no se corresponde con el horóscopo. Utilizando el cálculo tradicional, el niño del ejemplo tiene 13 sui durante todo el año fan tai sui.
Si se necesita distinguir la terminología adoptada en Occidente, de uso general ahora, xu sui se contrasta con shi sui (實際/实岁) o zhou sui (周嵗/周岁), pero fuera de los usos astrológicos, la necesidad de tal contraste hoy es rara. Sin embargo, hay que tener cuidado al calcular las edades en tiempos premodernos. Una persona a la que se atribuyen 69 sui durante la dinastía Song, por ejemplo, no tendría 69 años, sino 67 o 68. La edad exacta, según el cálculo moderno, sería imposible de saber solo con el sui, sin conocer el año real de nacimiento por el calendario gregoriano.
Cuando un niño ha sobrevivido un mes de vida (29 días, si se utiliza el cómputo de los meses lunares) se puede observar una celebración mun yuet (chino: 滿月; pinyin: mǎnyuè; Jyutping: mun5 jyut6), en la que se regalan a los invitados huevos de pato o gallina teñidos de rojo como símbolo de fertilidad.

## Corea
Los coreanos que usan el sistema tradicional se refieren a su edad en unidades llamadas sal (살), usando los números coreanos en forma ordinal. Así, una persona es un sal (han sal, 한살) durante el primer año de calendario de vida, y diez sal durante el décimo año de calendario. Sal se usa para los números coreanos nativos, mientras que se (세; 歲) se usa para el chino-coreano. Por ejemplo, seumul-daseot sal (스물다섯 살) e i-sib-o se (이십오 세; 二十五 歲) significan ambos 'veinticinco años'. Si se usa el sistema internacional (man-nai [만나이]), entonces la edad sería man seumul-daseot sal (만 스물다섯 살). Los surcoreanos que se refieren a la edad en contextos coloquiales casi sin duda se referirán al sistema tradicional, a menos que se use el calificativo de man.
El aniversario de los 100 días de un bebé se llama baegil (백일, 百日), que literalmente significa «cien días» en coreano, y es motivo de una celebración especial, que marca la supervivencia tras un período que antiguamente fue de alta mortalidad infantil. El primer aniversario del nacimiento, llamado dol (돌) también se celebra, y se le da un significado aún mayor. Los surcoreanos celebran sus cumpleaños, aunque cada surcoreano gana un sal el día de Año Nuevo. Debido a que el primer año llega al nacer y el segundo el primer día del Año Nuevo, los niños nacidos, por ejemplo, el 31 de diciembre cumplirán dos años el Día del Año Nuevo (del calendario gregoriano, no del coreano), cuando solo tienen un día de edad.
Hay pocas calculadoras en línea que puedan determinar cómodamente la edad coreana para cualquier fecha. Alternativamente, dado que todos los nacidos en el mismo año calendario tienen efectivamente la misma edad, se puede calcular fácilmente mediante la fórmula: Edad = (Año actual & menos; Año de nacimiento) + 1.
El sistema tradicional no se utiliza en la Corea del Norte moderna desde la década de 1980.
En la Corea del Sur moderna, el sistema tradicional se usa junto con el sistema de edad internacional que se conoce como man-nai (만나이) en el que man (만) significa «completo» o «real», y nai (나이) significa «edad». Por ejemplo, man yeol sal significa «diez años completos» o «diez años» en español. La palabra coreana dol significa «años transcurridos», idéntica a la española 'años', pero solo se usa para referirse a los primeros cumpleaños. Cheotdol o simplemente dol se refiere al primer cumpleaños equivalente al gregoriano, dudol se refiere al segundo, y así sucesivamente.
Corea del Sur es ahora uno de los dos únicos países (el otro es Taiwán) que utiliza ampliamente la edad de Asia oriental, que en consecuencia a veces se denomina «edad coreana». Sin embargo, en diciembre de 2022 la Asamblea Nacional surcoreana aprobó una norma legal que implanta como estándar único en el país el sistema de cálculo internacional, a partir del mes de junio de 2023.
Una celebración de cumpleaños coreana según el calendario lunar se llama eumnyeok saeng-il (음력 생일, 陰曆生日), y yangnyeok saeng-il (양력 생일, 陽曆生日) es el cumpleaños según el calendario gregoriano. En el pasado, la mayoría de la gente usaba el calendario lunar (eumnyeok saeng-il) para decir su cumpleaños en lugar del calendario gregoriano (yangnyeok saeng-il), pero hoy en día los coreanos, especialmente las generaciones jóvenes, tienden a usar el yangnyeok saeng-il para decir sus fechas de nacimiento.
Para usos oficiales y administrativos, documentos y procedimientos legales, se utiliza el sistema internacional. Las normas relativas a los límites de edad para el inicio de la escuela, así como la edad de consentimiento, se basan todas en este sistema (man-nai). La determinación de edad para el consumo de tabaco y alcohol es en realidad similar, pero distinta del sistema de cálculo de Asia oriental. A una persona se le permiten el tabaco y el alcohol después del 1 de enero del año en que cumple 19 años (edad real). Este es el «año de edad», que es básicamente (edad coreana - 1), o cuando la edad coreana de una persona es de 20 sal.

## Taiwán
El cómputo de la edad en Taiwán, tanto lingüística como prácticamente, sigue el ejemplo de China, ya que la gran mayoría de los taiwaneses son de origen étnico chino. Sin embargo, a diferencia de los chinos, los taiwaneses utilizan más ampliamente el cómputo de edad de Asia oriental en una variedad de contextos sociales, y el término sui (嵗) se refiere de manera menos ambigua a la edad según este sistema. Si bien los cumpleaños se celebran cada vez más según el calendario gregoriano, se mantiene el cómputo de edad tradicional (por ejemplo, el centenario de Su Beng se celebró para honrar su nacimiento el 5 de noviembre de 1918 en el calendario gregoriano en 2017, no en 2018). Además, los taiwaneses, al igual que los surcoreanos, no añaden un año a su edad en su cumpleaños sino en el día de Año Nuevo (en el caso de Taiwán, en el Año Nuevo del calendario lunisolar chino, y no en el gregoriano como en Corea).

## Japón

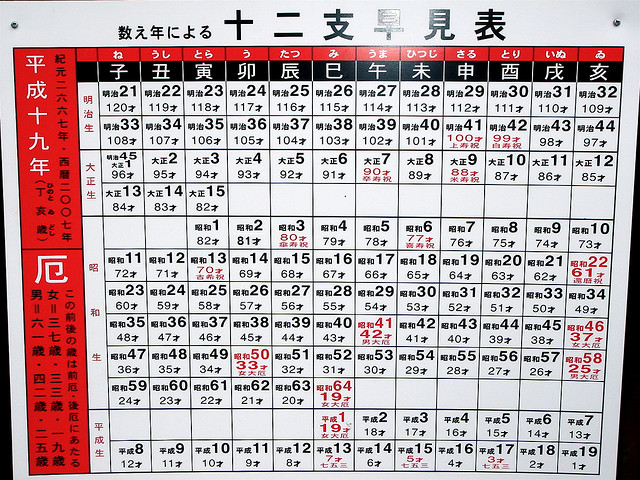
Cómputo de yakudoshi (厄年, lit. «años de calamidad») en el calendario chino de un santuario sintoísta para el año 2007 o Heisei 19 (平成十九年).

El sistema japonés tradicional de cómputo de la edad, o kazoedoshi (数え年, literalmente «años contados»), que incrementaba la edad el día de Año Nuevo, quedó obsoleto por ley en 1902, cuando Japón adoptó oficialmente el sistema de edad moderno, conocido en japonés como man nenrei (満年齢). Sin embargo, el sistema tradicional todavía se usaba comúnmente, por lo que en 1950 se promulgó otra ley para alentar a las personas a usar el sistema de la era moderna.
Hoy en día el sistema tradicional es utilizado solo por personas de la tercera edad y en zonas rurales. En otros lugares, su uso se limita a ceremonias tradicionales, adivinaciones y obituarios.
El japonés usa la palabra sai (歳 o 才) como clasificador numérico tanto para el sistema tradicional como para el moderno.
Debido al concepto de yakudoshi o años desafortunados (厄年), el kanreki es un acontecimiento especial para celebrar los 60 años de vida, es decir, en el que alguien ha vuelto a la misma combinación de signos zodiacales que rigió el año de su nacimiento.

## Vietnam
Por influencia de la cultura china, los antiguos vietnamitas también usaron este sistema y, a pesar de no ser la edad oficial en los documentos y en los usos diarios en la actualidad, la edad de Asia oriental todavía tiene un uso limitado por parte de los adultos, especialmente las personas mayores en las zonas rurales. Sin embargo, este sistema de edad no es realmente familiar para la generación más joven. En Vietnam, se llama tuổi mụ ('su edad'), tuổi ta (literalmente "nuestra edad", en contraste con la edad occidental: tuổi Tây) o tuổi âm (edad del calendario lunar).